# Странџа
Странџа (буг. Странджа, тур. Yıldız Dağları или Istranca) је ниска планина у југоисточној Бугарској између границе са Турском и црноморске обале. Смештена на прилазима Европе ка Азији‚ Странџа је јединствени склад природних знаменитости карактеристичних за медитеранску зону та два континента. У Странџи се налази најопширнија заштићена територија у Бугарској — Парк природе Странџа, који је део европске еколошке мреже Натура 2000.